# Bal Gangadhar Tilak
Bal Gangadhar Tilak, nato Keshav Gangadhar Tilak (Ratnagiri, 23 luglio 1856 – Mumbai, 1º agosto 1920), è stato un attivista e politico indiano.

## Biografia
Il grande scrittore marathi Bal Gangadhar Tilak, considerato nell'India contemporanea uno dei padri fondatori della nazione, se non il combattente per eccellenza nella lotta per la libertà, secondo in tal senso solo a Gandhi (tanto da esser qualificato a differenza degli avversari politici col titolo onorifico di Lokamanya, che significa "popolare", lett. "munito del sostegno del mondo"), nacque a Ratnagiri (Maharashtra) nel 1856 dal padre Gangadharpant, che a sua volta discendeva dal più vecchio di due fratelli, Ramchandra Tilak.
Più ancora di Gandhi, il quale provenendo da famiglia di commercianti era un vishnuita abbeveratosi alla Bhagavadgītā ma con mentalità affine a quella jaina (i genitori erano giainisti), come insegna il Keer, B.G. fu allevato secondo canoni indù di tipo shivaita, cioè di brahmano dedito alle rigide pratiche rituali ed alle strette osservanze cultuali dei suoi antenati. Fondò 2 giornali: uno, in lingua vernacolare, (il Kesari) e l'altro in inglese (il Mahratta), svolgendo in entrambi un'azione attiva di propaganda antibritannica.
Sostiene L.Bianco che la posizione politica di Tilak era diversificata non soltanto nei confronti di quella di Gandhi, ma anche rispetto all'ideologia moderata del conterraneo Gopal Krishna Gokhale (1866-1915), un riformista modernista sebbene di casta brahmanica come il più anziano compagno di lotta. Gokhale infatti riteneva che l'India dovesse imparare a poco a poco dai colonizzatori l'arte dell'autogoverno. Mentre Tilak, seguace dell'antislamico Ārya Samāj, promuoveva una sorta di neoinduismo politicamente imperniantesi sul nazionalismo indiano. Ecco perché venerava la figura storica di Shivaji. Per le proprie idee politiche estreme, il politico marathi fu imprigionato tuttavia nel 1908 e scontò in carcere all'incirca 6 anni.
Dopo la liberazione, avvenuta nel 1914 ed appoggiata con foga dallo studioso tedesco Max Müller, Tilak fu accolto trionfalmente dal Congresso. Tuttavia le insanabili differenze religiose e sociali fra indù e mussulmani, stavano pian piano conducendo l'India a quelle posizioni politiche contrapposte che in seguito, dopo la proclamazione dell'indipendenza il 15 agosto del 1947, condussero la nazione indiana sul baratro della guerra civile, con la conseguente spartizione dell'altopiano del Deccan fra le due fazioni religiose contrapposte.
Scomparso nel 1920, Tilak non visse tanto da veder le conseguenze disastrose della sua politica estremistica; tuttavia, col giudizio del poi viene oggi considerato giustamente ancor più di M.K. Gandhi (1869-1948) il padre della lotta dell'India, soprattutto quella maggiormente legata al tradizionalismo induista, per il proprio affrancamento dall'Impero Britannico. Il suo biografo, D.Keer, ricorda che Tilak è stato il creatore del Congresso Nazionale Indiano ed uno degli abili architetti dell'India attuale. Il credo politico da lui professato ha avuto inoltre vaste ripercussioni sull'Indian Independence Movement e, più in generale, sull'Asian Freedom Movement. Non è possibile però ridurre l'importanza di tale pensatore semplicemente al ruolo di militante antibritannico, sul piano storico, misconoscendo i validi contributi di tale figura a livello intellettuale.
La storiografia russa sostiene che Tilak - che era non per niente ammiratore di Lenin, pur dalla sponda politica opposta - avesse ideato ed organizzato una rivolta armata contro il dominio coloniale inglese; ma tale giudizio è chiaramente limitativo, visto che Tilak - un indù poco incline verso il mondo contemporaneo, forse per questo inviso all'Occidente tecnologizzato - è stato lodato e citato soprattutto per le sue opere più famose da orientalisti autorevoli sia in campo spirituale (René Guénon, Formes traditionnelles et cycles cosmiques, Parigi 1970) che in campo accademico (Stella Kramrisch, The Presence of Śiva, Princeton 1981). Per una precisa collocazione di Tilak nell'ambito della cultura indiana e mondiale del suo tempo, vedi la prefazione di Renato Del Ponte all'ed.ital. di Orion; riguardo ad una sintesi invece delle posizioni politiche di Tilak, con un diverso approccio al problema, vedi l'Enciclopedia Britannica, sub voce [Bal Gangadhar Tilak].

## Opere
- Nell'ambito degli studi vedici la prima importante opera di Tilak, scritta nel 1893, fu The Orion or Researches into the Antiquity of the Vedas[4].
- L'opera fondamentale di Tilak, The Arctic Home in the Vedas, uscì nel 1903[5], sebbene già approntata cinque anni prima. Nel 1971, a Poona, è stata ripubblicata una riedizione del libro[6].
- Nel 1925 fu pubblicata a Pune una serie incompleta di articoli, Vedic Chronology and Vedanga Jyotisha fu pubblicata postuma dalla Tilak Bros.
- Gita Rahasya (Śri Bhagavadgītā-rahasya or Karma-Yoga-Śastra)[7], l'opera della maturità concernente l'esoterismo della B.Gita, è preceduta da una lunga prefazione dell'autore (56 pagine) e contiene un "Indice delle espressioni terminologiche" incluse.[8] L'opera fu stesa originariamente in marathi, la lingua del Maharashtra; col contributo di S.Sukthankar, in occasione del quindicesimo anniversario della morte di Tilak, fu in breve tradotta e pubblicata postuma in inglese, in base all'espressa volontà dell'autore.
- Un esempio dei numerosi contributi di Tilak a livello pubblicistico più immediato è dato dall'articolo Discorso politico, tradotto da L.P. Mishra nell'Antologia della letteratura indiana, edita dalla Fabbri, Milano 1971.